# Copa Davis 1983
La Copa Davis de 1983 fue la 72.ª edición del torneo de tenis masculino más importante por naciones. Participaron dieciséis equipos en el Grupo Mundial y más de cincuenta en los diferentes grupos regionales.

## Movilidad entre grupos: 1982 a 1983
| Categoría   | Categoría        | Grupos | Grupos | Grupos | Grupos | Grupos | Grupos | Grupos | Grupos | Grupos | Grupos | Grupos | Grupos | Grupos | Grupos | Grupos | Grupos | Grupos | Grupos |
| ----------- | ---------------- | --- | --- | --- | --- | --- | --- | --- | --- | --- | --- | --- | --- | --- | --- | --- | --- | --- | --- |
| 1.º         | 1.º              | Mundial · 16 equipos · \| · Argentina \| · Australia \| · Checoslovaquia \| · Chile \| \| · Dinamarca \| · Estados Unidos \| · Francia \| · Gran Bretaña \| \| · Indonesia \| · Irlanda \| · Italia \| · Nueva Zelanda \| \| · Paraguay \| · Rumania \| · Suecia \| · Unión Soviética \| \| ----------- \| ---------------- \| ---------------- \| ----------------- \| | Mundial · 16 equipos · \| · Argentina \| · Australia \| · Checoslovaquia \| · Chile \| \| · Dinamarca \| · Estados Unidos \| · Francia \| · Gran Bretaña \| \| · Indonesia \| · Irlanda \| · Italia \| · Nueva Zelanda \| \| · Paraguay \| · Rumania \| · Suecia \| · Unión Soviética \| \| ----------- \| ---------------- \| ---------------- \| ----------------- \| | Mundial · 16 equipos · \| · Argentina \| · Australia \| · Checoslovaquia \| · Chile \| \| · Dinamarca \| · Estados Unidos \| · Francia \| · Gran Bretaña \| \| · Indonesia \| · Irlanda \| · Italia \| · Nueva Zelanda \| \| · Paraguay \| · Rumania \| · Suecia \| · Unión Soviética \| \| ----------- \| ---------------- \| ---------------- \| ----------------- \| | Mundial · 16 equipos · \| · Argentina \| · Australia \| · Checoslovaquia \| · Chile \| \| · Dinamarca \| · Estados Unidos \| · Francia \| · Gran Bretaña \| \| · Indonesia \| · Irlanda \| · Italia \| · Nueva Zelanda \| \| · Paraguay \| · Rumania \| · Suecia \| · Unión Soviética \| \| ----------- \| ---------------- \| ---------------- \| ----------------- \| | Mundial · 16 equipos · \| · Argentina \| · Australia \| · Checoslovaquia \| · Chile \| \| · Dinamarca \| · Estados Unidos \| · Francia \| · Gran Bretaña \| \| · Indonesia \| · Irlanda \| · Italia \| · Nueva Zelanda \| \| · Paraguay \| · Rumania \| · Suecia \| · Unión Soviética \| \| ----------- \| ---------------- \| ---------------- \| ----------------- \| | Mundial · 16 equipos · \| · Argentina \| · Australia \| · Checoslovaquia \| · Chile \| \| · Dinamarca \| · Estados Unidos \| · Francia \| · Gran Bretaña \| \| · Indonesia \| · Irlanda \| · Italia \| · Nueva Zelanda \| \| · Paraguay \| · Rumania \| · Suecia \| · Unión Soviética \| \| ----------- \| ---------------- \| ---------------- \| ----------------- \| | Mundial · 16 equipos · \| · Argentina \| · Australia \| · Checoslovaquia \| · Chile \| \| · Dinamarca \| · Estados Unidos \| · Francia \| · Gran Bretaña \| \| · Indonesia \| · Irlanda \| · Italia \| · Nueva Zelanda \| \| · Paraguay \| · Rumania \| · Suecia \| · Unión Soviética \| \| ----------- \| ---------------- \| ---------------- \| ----------------- \| | Mundial · 16 equipos · \| · Argentina \| · Australia \| · Checoslovaquia \| · Chile \| \| · Dinamarca \| · Estados Unidos \| · Francia \| · Gran Bretaña \| \| · Indonesia \| · Irlanda \| · Italia \| · Nueva Zelanda \| \| · Paraguay \| · Rumania \| · Suecia \| · Unión Soviética \| \| ----------- \| ---------------- \| ---------------- \| ----------------- \| | Mundial · 16 equipos · \| · Argentina \| · Australia \| · Checoslovaquia \| · Chile \| \| · Dinamarca \| · Estados Unidos \| · Francia \| · Gran Bretaña \| \| · Indonesia \| · Irlanda \| · Italia \| · Nueva Zelanda \| \| · Paraguay \| · Rumania \| · Suecia \| · Unión Soviética \| \| ----------- \| ---------------- \| ---------------- \| ----------------- \| | Mundial · 16 equipos · \| · Argentina \| · Australia \| · Checoslovaquia \| · Chile \| \| · Dinamarca \| · Estados Unidos \| · Francia \| · Gran Bretaña \| \| · Indonesia \| · Irlanda \| · Italia \| · Nueva Zelanda \| \| · Paraguay \| · Rumania \| · Suecia \| · Unión Soviética \| \| ----------- \| ---------------- \| ---------------- \| ----------------- \| | Mundial · 16 equipos · \| · Argentina \| · Australia \| · Checoslovaquia \| · Chile \| \| · Dinamarca \| · Estados Unidos \| · Francia \| · Gran Bretaña \| \| · Indonesia \| · Irlanda \| · Italia \| · Nueva Zelanda \| \| · Paraguay \| · Rumania \| · Suecia \| · Unión Soviética \| \| ----------- \| ---------------- \| ---------------- \| ----------------- \| | Mundial · 16 equipos · \| · Argentina \| · Australia \| · Checoslovaquia \| · Chile \| \| · Dinamarca \| · Estados Unidos \| · Francia \| · Gran Bretaña \| \| · Indonesia \| · Irlanda \| · Italia \| · Nueva Zelanda \| \| · Paraguay \| · Rumania \| · Suecia \| · Unión Soviética \| \| ----------- \| ---------------- \| ---------------- \| ----------------- \| | Mundial · 16 equipos · \| · Argentina \| · Australia \| · Checoslovaquia \| · Chile \| \| · Dinamarca \| · Estados Unidos \| · Francia \| · Gran Bretaña \| \| · Indonesia \| · Irlanda \| · Italia \| · Nueva Zelanda \| \| · Paraguay \| · Rumania \| · Suecia \| · Unión Soviética \| \| ----------- \| ---------------- \| ---------------- \| ----------------- \| | Mundial · 16 equipos · \| · Argentina \| · Australia \| · Checoslovaquia \| · Chile \| \| · Dinamarca \| · Estados Unidos \| · Francia \| · Gran Bretaña \| \| · Indonesia \| · Irlanda \| · Italia \| · Nueva Zelanda \| \| · Paraguay \| · Rumania \| · Suecia \| · Unión Soviética \| \| ----------- \| ---------------- \| ---------------- \| ----------------- \| | Mundial · 16 equipos · \| · Argentina \| · Australia \| · Checoslovaquia \| · Chile \| \| · Dinamarca \| · Estados Unidos \| · Francia \| · Gran Bretaña \| \| · Indonesia \| · Irlanda \| · Italia \| · Nueva Zelanda \| \| · Paraguay \| · Rumania \| · Suecia \| · Unión Soviética \| \| ----------- \| ---------------- \| ---------------- \| ----------------- \| | Mundial · 16 equipos · \| · Argentina \| · Australia \| · Checoslovaquia \| · Chile \| \| · Dinamarca \| · Estados Unidos \| · Francia \| · Gran Bretaña \| \| · Indonesia \| · Irlanda \| · Italia \| · Nueva Zelanda \| \| · Paraguay \| · Rumania \| · Suecia \| · Unión Soviética \| \| ----------- \| ---------------- \| ---------------- \| ----------------- \| | Mundial · 16 equipos · \| · Argentina \| · Australia \| · Checoslovaquia \| · Chile \| \| · Dinamarca \| · Estados Unidos \| · Francia \| · Gran Bretaña \| \| · Indonesia \| · Irlanda \| · Italia \| · Nueva Zelanda \| \| · Paraguay \| · Rumania \| · Suecia \| · Unión Soviética \| \| ----------- \| ---------------- \| ---------------- \| ----------------- \| | Mundial · 16 equipos · \| · Argentina \| · Australia \| · Checoslovaquia \| · Chile \| \| · Dinamarca \| · Estados Unidos \| · Francia \| · Gran Bretaña \| \| · Indonesia \| · Irlanda \| · Italia \| · Nueva Zelanda \| \| · Paraguay \| · Rumania \| · Suecia \| · Unión Soviética \| \| ----------- \| ---------------- \| ---------------- \| ----------------- \| |
| 2.º         | 2.º              | Zona de Europa y África A · 11 equipos · Alemania Fed. · Bélgica · Egipto · Grecia · Israel · Luxemburgo · Mónaco · Países Bajos · Polonia · Portugal · Suiza · | Zona de Europa y África B · 12 equipos · Argelia · Austria · Bulgaria · España · Finlandia · Hungría · Marruecos · Noruega · Túnez · Turquía · Yugoslavia · (N) Zimbabue · | Zona de Oriente · 10 equipos · (N) China · China Taipéi · Corea del Sur · Filipinas · Hong Kong · India · Japón · Malasia · Sri Lanka · Tailandia · | Zona de América · 9 equipos · Brasil · Canadá · Colombia · Ecuador · Indias Occ./Caribe · México · Perú · Uruguay · Venezuela · | | | | | | | | | | | | | | |
| · Argentina | · Australia      | · Checoslovaquia | · Chile | | | | | | | | | | | | | | | | |
| · Dinamarca | · Estados Unidos | · Francia | · Gran Bretaña | | | | | | | | | | | | | | | | |
| · Indonesia | · Irlanda        | · Italia | · Nueva Zelanda | | | | | | | | | | | | | | | | |
| · Paraguay  | · Rumania        | · Suecia | · Unión Soviética | | | | | | | | | | | | | | | | |

## Grupo Mundial
|  | Octavos de final | Octavos de final |           |   | Cuartos de final | Cuartos de final |  |  | Semifinales               | Semifinales               |  |  | Final           | Final           |
|  | 4-6 marzo        | 4-6 marzo        |           |   | 8-10 julio       | 8-10 julio       |  |  | 30 septiembre - 2 octubre | 30 septiembre - 2 octubre |  |  | 26-28 diciembre | 26-28 diciembre |
|  |                  |                  |           |   |                  |                  |  |  |                           |                           |  |  |                 |                 |
|  |                  |                  |           |   |                  |                  |  |  |                           |                           |  |  |                 |                 |
|  |                  |                  |           |   |                  |                  |  |  |                           |                           |  |  |                 |                 |
|  | Francia          | 4                |           |   |                  |                  |  |  |                           |                           |  |  |                 |                 |
|  | Francia          | 4                |           |   |                  |                  |  |  |                           |                           |  |  |                 |                 |
|  | Unión Soviética  | 1                |           |   |                  |                  |  |  |                           |                           |  |  |                 |                 |
|  | Unión Soviética  | 1                | Francia   | 3 |                  |                  |  |  |                           |                           |  |  |                 |                 |
|  |                  |                  |           | 3 |                  |                  |  |  |                           |                           |  |  |                 |                 |
|  |                  | Paraguay         | 2         |   |                  |                  |  |  |                           |                           |  |  |                 |                 |
|  | Checoslovaquia   | Paraguay         | 2         | 2 |                  |                  |  |  |                           |                           |  |  |                 |                 |
|  | Checoslovaquia   |                  |           | 2 |                  |                  |  |  |                           |                           |  |  |                 |                 |
|  | Paraguay         | 3                |           |   |                  |                  |  |  |                           |                           |  |  |                 |                 |
|  | Paraguay         | 3                | Francia   | 1 |                  |                  |  |  |                           |                           |  |  |                 |                 |
|  |                  |                  |           | 1 |                  |                  |  |  |                           |                           |  |  |                 |                 |
|  |                  | Australia        | 4         |   |                  |                  |  |  |                           |                           |  |  |                 |                 |
|  | Australia        | Australia        | 4         | 4 |                  |                  |  |  |                           |                           |  |  |                 |                 |
|  | Australia        |                  |           | 4 |                  |                  |  |  |                           |                           |  |  |                 |                 |
|  | Gran Bretaña     | 1                |           |   |                  |                  |  |  |                           |                           |  |  |                 |                 |
|  | Gran Bretaña     | 1                | Australia | 5 |                  |                  |  |  |                           |                           |  |  |                 |                 |
|  |                  |                  |           | 5 |                  |                  |  |  |                           |                           |  |  |                 |                 |
|  |                  | Rumanía          | 0         |   |                  |                  |  |  |                           |                           |  |  |                 |                 |
|  | Chile            | Rumanía          | 0         | 0 |                  |                  |  |  |                           |                           |  |  |                 |                 |
|  | Chile            |                  |           | 0 |                  |                  |  |  |                           |                           |  |  |                 |                 |
|  | Rumanía          | 5                |           |   |                  |                  |  |  |                           |                           |  |  |                 |                 |
|  | Rumanía          | 5                | Australia | 3 |                  |                  |  |  |                           |                           |  |  |                 |                 |
|  |                  |                  |           | 3 |                  |                  |  |  |                           |                           |  |  |                 |                 |
|  |                  | Suecia           | 2         |   |                  |                  |  |  |                           |                           |  |  |                 |                 |
|  | Indonesia        | Suecia           | 2         | 0 |                  |                  |  |  |                           |                           |  |  |                 |                 |
|  | Indonesia        |                  |           | 0 |                  |                  |  |  |                           |                           |  |  |                 |                 |
|  | Suecia           | 5                |           |   |                  |                  |  |  |                           |                           |  |  |                 |                 |
|  | Suecia           | 5                | Suecia    | 3 |                  |                  |  |  |                           |                           |  |  |                 |                 |
|  |                  |                  |           | 3 |                  |                  |  |  |                           |                           |  |  |                 |                 |
|  |                  | Nueva Zelanda    | 2         |   |                  |                  |  |  |                           |                           |  |  |                 |                 |
|  | Dinamarca        | Nueva Zelanda    | 2         | 0 |                  |                  |  |  |                           |                           |  |  |                 |                 |
|  | Dinamarca        |                  |           | 0 |                  |                  |  |  |                           |                           |  |  |                 |                 |
|  | Nueva Zelanda    | 5                |           |   |                  |                  |  |  |                           |                           |  |  |                 |                 |
|  | Nueva Zelanda    | 5                | Suecia    | 4 |                  |                  |  |  |                           |                           |  |  |                 |                 |
|  |                  |                  |           | 4 |                  |                  |  |  |                           |                           |  |  |                 |                 |
|  |                  | Argentina        | 1         |   |                  |                  |  |  |                           |                           |  |  |                 |                 |
|  | Irlanda          | Argentina        | 1         | 2 |                  |                  |  |  |                           |                           |  |  |                 |                 |
|  | Irlanda          |                  |           | 2 |                  |                  |  |  |                           |                           |  |  |                 |                 |
|  | Italia           | 3                |           |   |                  |                  |  |  |                           |                           |  |  |                 |                 |
|  | Italia           | 3                | Italia    | 0 |                  |                  |  |  |                           |                           |  |  |                 |                 |
|  |                  |                  |           | 0 |                  |                  |  |  |                           |                           |  |  |                 |                 |
|  |                  | Argentina        | 5         |   |                  |                  |  |  |                           |                           |  |  |                 |                 |
|  | Argentina        | Argentina        | 5         | 3 |                  |                  |  |  |                           |                           |  |  |                 |                 |
|  | Argentina        |                  |           | 3 |                  |                  |  |  |                           |                           |  |  |                 |                 |
|  | Estados Unidos   | 2                |           |   |                  |                  |  |  |                           |                           |  |  |                 |                 |
|  | Estados Unidos   | 2                |           |   |                  |                  |  |  |                           |                           |  |  |                 |                 |

- En cursiva equipos que juegan de local.

## Final
| | Australia | 3                            | 2 | Suecia |   |   |
| --- | --------- | ---------------------------- | - | ------ | - | - |
| Kooyong Stadium, Melbourne, Australia 26 al 28 de diciembre de 1983 |           |                              |   |        |   |   |
| \| 1 \| \| Pat Cash \| 3 \| 6 \| 7 \| 3 \| \| 1 \| \| Mats Wilander \| 6 \| 4 \| 9 \| 6 \| \| 2 \| \| John Fitzgerald \| 6 \| 6 \| 4 \| 6 \| \| 2 \| \| Joakim Nyström \| 4 \| 2 \| 6 \| 4 \| \| 3 \| \| Mark Edmondson-Paul McNamee \| 6 \| 6 \| 6 \| \| \| 3 \| \| Anders Järryd-Hans Simonsson \| 4 \| 4 \| 2 \| \| \| 4 \| \| Pat Cash \| 6 \| 6 \| 6 \| \| \| 4 \| \| Joakim Nyström \| 4 \| 1 \| 1 \| \| \| 5 \| \| John Fitzgerald \| 8 \| 1 \| 0 \| \| \| 5 \| \| Mats Wilander \| 6 \| 6 \| 6 \| \| |           |                              |   |        |   |   |
| 1 |           | Pat Cash                     | 3 | 6      | 7 | 3 |
| 1 |           | Mats Wilander                | 6 | 4      | 9 | 6 |
| 2 |           | John Fitzgerald              | 6 | 6      | 4 | 6 |
| 2 |           | Joakim Nyström               | 4 | 2      | 6 | 4 |
| 3 |           | Mark Edmondson-Paul McNamee  | 6 | 6      | 6 |   |
| 3 |           | Anders Järryd-Hans Simonsson | 4 | 4      | 2 |   |
| 4 |           | Pat Cash                     | 6 | 6      | 6 |   |
| 4 |           | Joakim Nyström               | 4 | 1      | 1 |   |
| 5 |           | John Fitzgerald              | 8 | 1      | 0 |   |
| 5 |           | Mats Wilander                | 6 | 6      | 6 |   |

## Repesca al Grupo Mundial de 1984
Los equipos perdedores de los octavos de final debían jugar entre sí para mantener la categoría.
| Sede de la confrontación | Superficie          | Equipo local   | Marcador | Equipo visitante |
| ------------------------ | ------------------- | -------------- | -------- | ---------------- |
| Eastbourne               | Césped              | Gran Bretaña   | 4–1      | Chile            |
| Copenhague               | Moqueta, bajo techo | Dinamarca      | 4–1      | Indonesia        |
| Dublín                   | Moqueta, bajo techo | Irlanda        | 1–4      | Estados Unidos   |
| Hradec Králové           | Arcilla, bajo techo | Checoslovaquia | 4–1      | Unión Soviética  |

En lugar de los descendidos, fueron promovidos al Grupo Mundial los siguientes países:
- Alemania Federal (Ganador de la Zona de Europa/África A)
- Yugoslavia (Ganador de la Zona de Europa/África B)
- India (Ganador de la Zona de Oriente)
- Ecuador (Ganador de la Zona de América)